# Les Roses de la vie
Pour l’article homonyme, voir Les Roses de la vie (film).
Les Roses de la vie est un roman de Robert Merle, paru en 1995, le neuvième volume de la série historique Fortune de France.
Grâce à l'assassinat de Concino Concini, le favori de Marie de Médicis, Louis XIII prend enfin en main le pouvoir et exile sa mère de la cour de France. Le héros Pierre-Emmanuel de Siorac, gentilhomme à la chambre du roi, qui fut partie prenante du complot, est récompensé en devenant comte d'Orbieu.
Ce tome de Fortune de France décrit la découverte du nouveau domaine du héros et bien sûr les intrigues de la cour, en particulier les rébellions des grands alliés à la reine-mère. Cette période sera aussi marquée par de nouvelles révoltes des protestants. Enfin, tout au long de cet ouvrage, l'ascension auprès du roi du futur homme fort du pays, Richelieu, est décrite.